# Vägmätare
En vägmätare eller odometer (av grekiska ὁδός: "väg", "stig", och μέτρον: "mätare") är ett mätinstrument på fordon, som mäter den ackumulerade sträcka som fordonet rullat under sin livstid. Den sträcka som mäts upp kan visas via ett analogt och/eller digitalt system som oftast är placerad vid hastighetsmätaren. Det är ej möjligt att återställa, och heller inte lagligt i vissa länder, att manipulera vägmätaren.

## Trippmätare
Vid vägmätaren sitter ofta bredvid en trippmätare, som kan nollställas av föraren.En trippmätare kan användas för att mäta en körd sträcka. 